# جامي شيريدان
جامي شيريدان (بالإنجليزية: Jamey Sheridan)‏ هو ممثل أمريكي، ولد في 12 يوليو 1951 بباسادينا في الولايات المتحدة.

## أعمال

### أفلام
- (2001) الحياة كمنزل[3]
- (2005) سريانا[4]
- (2012) تغيير اللعبة[5]
- (2015) سبوت لايت[6][7]
- (2016) سولي[8]
- (2017) معركة الجنسين[9]

### مسلسلات
- أرض الوطن
- النية الإجرامية
- إن سي آي إس

## ترشيحات
- جائزة توني لأفضل ممثل في مسرحية [الإنجليزية]‏ (1987)

## وصلات خارجية
- جامي شيريدان على موقع IMDb (الإنجليزية)
- جامي شيريدان على موقع ألو سيني (الفرنسية)
- جامي شيريدان على موقع أول موفي (الإنجليزية)
- جامي شيريدان على موقع قاعدة بيانات برودواي على الإنترنت (الإنجليزية)
- جامي شيريدان على موقع قاعدة بيانات الأفلام السويدية (السويدية)
- جامي شيريدان على موقع إن إن دي بي (الإنجليزية)
- جامي شيريدان على موقع قاعدة بيانات الفيلم (الإنجليزية)
- جامي شيريدان على موقع كينوبويسك (الروسية)